# Nati il 24 settembre

## X secolo(1)
- 936 - Adud al-Dawla, emiro († 983)

## XIII secolo(1)
- 1290 - Guidoriccio da Fogliano, militare italiano († 1352)

## XIV secolo(1)
- 1301 - Ralph Stafford, I conte di Stafford, nobile e militare inglese († 1372)

## XV secolo(3)
- 1419 - Anna di Cipro, nobile († 1462)
- 1473 - Georg von Frundsberg, condottiero tedesco († 1528)
- 1495 - Barbara di Brandeburgo-Ansbach-Kulmbach, nobildonna tedesca († 1552)

## XVI secolo(11)
- 1501 - Gerolamo Cardano, matematico, ingegnere e filosofo italiano († 1576)
- 1513 - Caterina di Sassonia-Lauenburg, nobile († 1535)
- 1514 - Prospero Santacroce, cardinale italiano († 1589)
- 1547 - Faizi, poeta indiano († 1595)
- 1550 - Tāng Xiǎnzǔ, poeta, drammaturgo e saggista cinese († 1616)
- 1562 - Ercole di Monaco, nobile monegasco († 1604)
- 1564 - William Adams, navigatore inglese († 1620)
- 1572 - Francesco Brunelli, intagliatore italiano († 1635)
- 1577 - Luigi V d'Assia-Darmstadt († 1626)
- 1583 - Albrecht von Wallenstein, generale e politico tedesco († 1634)
- 1598 - Giovanni Francesco Busenello, librettista e poeta italiano († 1659)

## XVII secolo(14)
- 1604 - Gianfrancesco Morosini, patriarca cattolico italiano († 1678)
- 1605 - Antoine Godeau, vescovo cattolico, scrittore e letterato francese († 1672)
- 1607 - Fabrizio Caracciolo, duca di Girifalco, nobile, militare e magistrato italiano († 1683)
- 1611 - Opizzone d'Este, vescovo cattolico italiano († 1644)
- 1625 - Johan de Witt, politico e matematico olandese († 1672)
- 1632 - Étienne Le Camus, cardinale e vescovo cattolico francese († 1707)
- 1648 - Louis-Armand Champion de Cicé, missionario e vescovo cattolico francese († 1727)
- 1651 - Louis Lapara de Fieux, ingegnere e militare francese († 1706)
- 1653 - Prospero Marefoschi, cardinale e arcivescovo cattolico italiano († 1732)
- 1667 - Jean-Louis Lully, compositore francese († 1688)
- 1672 - Giuseppe Accoramboni, cardinale italiano († 1747)
- 1689 - Johann Adam Steinmetz, teologo tedesco († 1762)
- 1694 - Praskov'ja Ivanovna Romanova, principessa russa († 1731)
- 1700 - Gaetano Zompini, pittore e incisore italiano († 1778)

## XVIII secolo(41)
- 1704 - Carlo Augusto Federico di Waldeck e Pyrmont, principe tedesco († 1763)
- 1705 - Leopold Joseph von Daun, generale austriaco († 1766)
- 1709 - John Cleland, scrittore inglese († 1789)
- 1714 - Alaungpaya, sovrano birmano († 1760)
- 1715 - Camillo Rospigliosi, nobile italiano († 1769)
- 1717 - Horace Walpole, nobile e scrittore inglese († 1797)
- 1718 - Christian Georg Schütz, pittore e disegnatore tedesco († 1791)
- 1725 - Arthur Guinness, imprenditore irlandese († 1803)
- 1731 - Carlotta Sofia di Sassonia-Coburgo-Saalfeld, nobile tedesca († 1810)
- 1737 - Aleksej Grigor'evič Orlov-Česmenskij, militare e politico russo († 1807)
- 1739 - Grigorij Aleksandrovič Potëmkin, militare e politico russo († 1791)
- 1741 - Francesco Puccinelli, scienziato italiano († 1809)
- 1749 - José de Ribas, ammiraglio italiano († 1800)
- 1750 - Luisa di Brandeburgo-Schwedt, nobile († 1811)
- 1751 - François-Marie Bigex, arcivescovo cattolico italiano († 1827)
- 1751 - Giovanni Colbran, violinista spagnolo († 1820)
- 1755 - María del Rosario Fernández, attrice teatrale spagnola († 1803)
- 1755 - Robert Lefèvre, pittore francese († 1830)
- 1755 - John Marshall, politico e avvocato statunitense († 1835)
- 1761 - Friedrich Ludwig Æmilius Kunzen, compositore e direttore d'orchestra tedesco († 1817)
- 1764 - Joseph Marie Dessaix, generale francese († 1834)
- 1772 - Frédéric François Guillaume de Vaudoncourt, generale e scrittore francese († 1845)
- 1776 - Angelo Maria Ricci, poeta italiano († 1850)
- 1778 - Michał Gedeon Radziwiłł, generale polacco († 1850)
- 1780 - Hendrik Tollens, poeta olandese († 1856)
- 1781 - Pompeo Litta Biumi, storico, militare e politico italiano († 1852)
- 1782 - William Symonds, ingegnere inglese († 1856)
- 1784 - Giuseppe Francesco Médail, imprenditore e mercante italiano († 1844)
- 1785 - Christian Flechtenmacher, avvocato e docente rumeno († 1843)
- 1785 - Francesco Romani, medico italiano († 1852)
- 1785 - Pietro Vivaldi Pasqua, generale italiano († 1856)
- 1786 - Granville Waldegrave, II barone Radstock, ammiraglio inglese († 1857)
- 1788 - Isidore Dagnan, pittore francese († 1883)
- 1790 - Roberto Taparelli d'Azeglio, politico italiano († 1862)
- 1791 - Adolphe de Chesnel, storico e enciclopedista francese († 1862)
- 1793 - Claude Auguste Court, militare e avventuriero francese († 1880)
- 1794 - Jeanne Villepreux-Power, biologa francese († 1871)
- 1795 - Raffaele Carelli, pittore italiano († 1864)
- 1796 - Antoine-Louis Barye, scultore francese († 1875)
- 1798 - Ippolito Fenaroli, imprenditore e politico italiano († 1862)
- 1800 - Jakob Friedrich Aberli, pittore svizzero († 1872)

## XIX secolo(181)
- 1801 - Michail Ostrogradskij, matematico e fisico russo († 1862)
- 1801 - Pietro Paoletti, pittore italiano († 1847)
- 1801 - Tekla Ignat'evna Valentinovič, nobildonna russa († 1873)
- 1801 - Günther Federico Carlo II di Schwarzburg-Sondershausen, principe († 1889)
- 1803 - Leonhard von Spengel, filologo classico tedesco († 1880)
- 1807 - Theodor Hosemann, illustratore, disegnatore e pittore tedesco († 1875)
- 1807 - Anatole de Melun, politico francese († 1888)
- 1809 - Robert Kane, chimico irlandese († 1890)
- 1811 - Francesco Miniscalchi Erizzo, politico, geografo e filologo italiano († 1875)
- 1813 - Zefirino Agostini, presbitero italiano († 1896)
- 1813 - Gerardo Barrios, politico e generale salvadoregno († 1865)
- 1815 - Angelo Masina, militare e patriota italiano († 1849)
- 1817 - Ramón de Campoamor, poeta, drammaturgo e filosofo spagnolo († 1901)
- 1819 - Gaetano Chierici, archeologo, etnologo e presbitero italiano († 1886)
- 1821 - Cyprian Kamil Norwid, poeta, drammaturgo e pittore polacco († 1883)
- 1822 - Francesco Marchi, economista italiano († 1871)
- 1824 - Ernst Reissner, anatomista tedesco († 1878)
- 1824 - Truman Seymour, generale e pittore statunitense († 1891)
- 1825 - Frances Harper, attivista, poetessa e scrittrice statunitense († 1911)
- 1826 - George Price Boyce, pittore inglese († 1897)
- 1827 - Henry Warner Slocum, generale e politico statunitense († 1894)
- 1828 - Mercedes Molina y Ayala, religiosa ecuadoriana († 1883)
- 1828 - Girolamo Torquati, storico e archeologo italiano († 1897)
- 1831 - Emilio Teza, linguista, glottologo e traduttore italiano († 1912)
- 1832 - Karl Lohmeyer, storico prussiano († 1909)
- 1832 - Costantino Perazzi, ingegnere e politico italiano († 1896)
- 1833 - Secondo Laura, medico italiano († 1902)
- 1834 - Franz Schweigger-Seidel, fisiologo tedesco († 1871)
- 1835 - William Stoddard, storico e inventore statunitense († 1925)
- 1835 - Wilhelm Hertz, scrittore, storico e paroliere tedesco († 1902)
- 1838 - Edward Robeson Taylor, politico, poeta e avvocato statunitense († 1923)
- 1838 - Sebastiano Zerbino, presbitero italiano († 1910)
- 1839 - John Neale Dalton, presbitero inglese († 1931)
- 1840 - Stefano Gatti-Casazza, imprenditore, militare e politico italiano († 1918)
- 1841 - Vigand Andreas Falbe-Hansen, economista e docente danese († 1932)
- 1841 - Domenico Scopelliti, vescovo cattolico italiano († 1922)
- 1842 - Emma Livry, ballerina francese († 1863)
- 1843 - Giuseppe Aguiari, pittore italiano († 1885)
- 1843 - Friedrich Techmer, linguista tedesco († 1891)
- 1844 - Pietro Pavesi, naturalista, aracnologo e ornitologo italiano († 1907)
- 1845 - Nikolai Anderson, linguista e filologo tedesco († 1905)
- 1845 - Giuseppe Ferraro, filologo italiano († 1907)
- 1845 - Caterina Pigorini Beri, scrittrice italiana († 1924)
- 1845 - Albert E. Rice, politico statunitense († 1921)
- 1845 - Aristide Staderini, imprenditore e inventore italiano († 1921)
- 1846 - Carl Arnold Ruge, patologo e ginecologo tedesco († 1926)
- 1847 - Robert Gardner, calciatore scozzese († 1887)
- 1849 - Galeazzo von Thun und Hohenstein, religioso austriaco († 1931)
- 1850 - Giuseppe Schininà di Sant'Elia, politico italiano († 1922)
- 1851 - Enrico Nordio, architetto italiano († 1923)
- 1852 - Joseph Martin, politico canadese († 1923)
- 1852 - Joaquín Sánchez de Toca Calvo, politico spagnolo († 1942)
- 1854 - Adolfo Mangini, storico e commediografo italiano († 1929)
- 1856 - Feodosij Nikolaevič Černyšëv, geologo e paleontologo russo († 1914)
- 1857 - Ben Greet, attore e direttore teatrale inglese († 1936)
- 1857 - Cesare Reduzzi, scultore italiano († 1911)
- 1858 - Carl Pulfrich, fisico e ottico tedesco († 1927)
- 1859 - Samuel Rutherford Crockett, romanziere e presbitero britannico († 1914)
- 1859 - Radko Dimitriev, generale bulgaro († 1918)
- 1859 - Julius Klengel, violoncellista tedesco († 1933)
- 1859 - Pierre Viala, enologo francese († 1936)
- 1860 - Giuseppe Maselli-Campagna, avvocato, storico e bibliotecario italiano († 1932)
- 1860 - Camillo Supino, economista italiano († 1931)
- 1860 - Hermann Traube, mineralogista tedesco († 1913)
- 1861 - Francesco Giuseppe di Battenberg, nobile († 1924)
- 1862 - Secondo Achino, generale italiano († 1918)
- 1863 - Frate Menotti, disegnatore italiano († 1924)
- 1864 - Georges-Prudent-Marie Bruley des Varannes, arcivescovo cattolico francese († 1943)
- 1864 - Gusztáv Károly Majláth, arcivescovo cattolico ungherese († 1940)
- 1865 - Giuseppe Chini, storico e archivista italiano († 1931)
- 1865 - Mollie McConnell, attrice statunitense († 1920)
- 1865 - Barry O'Neil, regista e sceneggiatore statunitense († 1918)
- 1866 - James William Good, politico statunitense († 1929)
- 1867 - Luis Morquio, medico uruguaiano († 1935)
- 1867 - Bolo Pascià, nobile, imprenditore e faccendiere francese († 1918)
- 1867 - Augusto de Vasconcelos, politico e diplomatico portoghese († 1951)
- 1867 - Albert Venn, giocatore di lacrosse statunitense († 1908)
- 1868 - Émile Baumann, scrittore francese († 1941)
- 1868 - Silvio Crespi, imprenditore, inventore e politico italiano († 1944)
- 1868 - Giovanni Gamberoni, arcivescovo cattolico italiano († 1929)
- 1869 - Sándor Büchler, rabbino e educatore ungherese († 1944)
- 1869 - Massimo Rinaldi, vescovo cattolico e missionario italiano († 1941)
- 1869 - Gaetano Vinci, medico e politico italiano
- 1870 - Georges Claude, fisico e imprenditore francese († 1960)
- 1871 - Charlotte Dod, tennista e arciera britannica († 1960)
- 1871 - Florence Scovel Shinn, illustratrice e scrittrice statunitense († 1940)
- 1872 - Jaan Teemant, politico e avvocato estone
- 1873 - Charles Ruch, vescovo cattolico e teologo francese († 1945)
- 1873 - Paul Rémond, arcivescovo cattolico francese († 1963)
- 1874 - Alfredo Bottai, sindacalista, politico e giornalista italiano († 1965)
- 1874 - Friedrich Ludwig Emil Diels, botanico tedesco († 1945)
- 1874 - Kurt Doerry, velocista e ostacolista tedesco († 1947)
- 1875 - Ivan Chudoleev, attore russo († 1932)
- 1876 - Giuseppe Musolino, brigante italiano († 1956)
- 1877 - Ernesto Almirante, attore italiano († 1964)
- 1877 - Fortunato Pintor, bibliografo e bibliotecario italiano († 1960)
- 1877 - Sante Solieri, chirurgo italiano († 1949)
- 1878 - Tom Niblo, calciatore scozzese († 1933)
- 1878 - Charles-Ferdinand Ramuz, scrittore e poeta svizzero († 1947)
- 1878 - Gea della Garisenda, cantante italiana († 1961)
- 1879 - Raoul Dal Molin Ferenzona, pittore, scrittore e incisore italiano († 1946)
- 1880 - Marco Galdi, latinista, poeta e filologo italiano († 1936)
- 1880 - Sarah Knauss, supercentenaria statunitense († 1999)
- 1880 - Cesare Serviatti, serial killer italiano († 1933)
- 1881 - Oreste Bilancia, attore italiano († 1945)
- 1882 - Amedeo Bianchi, pittore italiano († 1949)
- 1882 - Max Décugis, tennista francese († 1978)
- 1882 - Georges Paulmier, ciclista su strada francese († 1965)
- 1882 - Karl Rapp, imprenditore e ingegnere tedesco († 1962)
- 1883 - Giuseppe Fuschini, politico italiano († 1949)
- 1883 - Lawson Robertson, altista, lunghista e velocista statunitense († 1951)
- 1883 - Shigetarō Shimada, ammiraglio giapponese († 1976)
- 1884 - Yehuda Ashlag, rabbino polacco († 1954)
- 1884 - Agostino Burgarella, ingegnere e politico italiano († 1959)
- 1884 - Gustave Garrigou, ciclista su strada francese († 1963)
- 1884 - İsmet İnönü, generale e politico turco († 1973)
- 1884 - Hugo Schmeisser, inventore tedesco († 1953)
- 1885 - Pietro Fassi, pittore italiano († 1965)
- 1885 - Nicholas Minorsky, ingegnere e matematico statunitense († 1970)
- 1886 - Edward Bach, medico e scrittore britannico († 1936)
- 1886 - Roberto Marcelino Ortiz, politico argentino († 1942)
- 1887 - Aroldo Bonzagni, pittore italiano († 1918)
- 1887 - Georg Duperron, allenatore di calcio, giornalista e arbitro di calcio russo († 1934)
- 1887 - Victor Hope, II marchese di Linlithgow, politico britannico († 1952)
- 1889 - Adriana Costamagna, attrice italiana († 1958)
- 1889 - Simon Kimbangu, religioso della Repubblica Democratica del Congo († 1951)
- 1889 - Paul Kugler, calciatore tedesco († 1962)
- 1889 - Billy Lacey, calciatore irlandese († 1969)
- 1889 - Eberhard von Mackensen, generale tedesco († 1969)
- 1889 - Raimondo Scintu, militare italiano († 1968)
- 1889 - Francesco Serantini, scrittore italiano († 1978)
- 1890 - Paul Eagler, effettista e direttore della fotografia statunitense († 1961)
- 1890 - Allen J. Ellender, politico statunitense († 1972)
- 1891 - Paolo Capasso, militare italiano († 1916)
- 1891 - William Friedman, crittografo statunitense († 1969)
- 1891 - Christian Hansen, ginnasta danese († 1961)
- 1892 - Pietro Aymo, ciclista su strada italiano († 1983)
- 1892 - Jurgis Hardingsonas, calciatore lituano († 1936)
- 1892 - Peder Puck, calciatore norvegese († 1989)
- 1893 - Giuseppe Bortolotti, militare italiano († 1917)
- 1893 - Jean Casale, militare e aviatore francese († 1923)
- 1893 - Gracco De Nardo, calciatore e allenatore di calcio italiano († 1984)
- 1893 - Armando Fava, calciatore italiano († 1915)
- 1893 - Julia Faye, attrice statunitense († 1966)
- 1893 - Giorgio Ferreri, medico, docente e politico italiano († 1961)
- 1893 - Joseph Huber, ginnasta francese († 1976)
- 1893 - Blind Lemon Jefferson, cantante e chitarrista statunitense († 1929)
- 1894 - Billy Bletcher, attore, doppiatore e sceneggiatore statunitense († 1979)
- 1894 - Igino Giordani, scrittore, giornalista e politico italiano († 1980)
- 1894 - Francisco López de Goicoechea Inchaurrandieta, avvocato e politico spagnolo († 1973)
- 1894 - Gunnar Sköld, ciclista su strada svedese († 1971)
- 1895 - Ottavio Boglietti, calciatore argentino († 1955)
- 1895 - Romolo Boglietti, calciatore argentino († 1955)
- 1895 - André Frédéric Cournand, medico francese († 1988)
- 1895 - Riccardo Walter, politico e partigiano italiano († 1980)
- 1895 - Galvano della Volpe, nobile italiano († 1968)
- 1896 - Maximiliane Ackers, attrice e scrittrice tedesca († 1982)
- 1896 - Ninetta Bartoli, politica italiana († 1978)
- 1896 - Francis Scott Fitzgerald, scrittore e sceneggiatore statunitense († 1940)
- 1896 - Giovanni Lucentini, imprenditore e politico italiano
- 1896 - Cândido de Oliveira, calciatore, allenatore di calcio e giornalista portoghese († 1958)
- 1896 - Angelo Zanti, attivista e partigiano italiano († 1945)
- 1896 - Edvige Maria d'Asburgo-Lorena, nobile austriaca († 1970)
- 1897 - Giuseppe Imperiale, politico italiano († 1964)
- 1897 - Appie van Olst, pallanuotista olandese († 1964)
- 1897 - Gino Rovere, imprenditore, dirigente sportivo e pilota automobilistico italiano († 1964)
- 1897 - Lorenzo Spallino, politico italiano († 1962)
- 1898 - Howard Walter Florey, medico, patologo e fisiologo australiano († 1968)
- 1898 - Guido Manni, calciatore italiano († 1951)
- 1898 - Johannes van Rensburg, politico sudafricano († 1966)
- 1898 - Italo Ricci, calciatore italiano († 1984)
- 1898 - Charlotte Moore Sitterly, astronoma statunitense († 1990)
- 1898 - Henning von Thadden, militare tedesco († 1945)
- 1898 - Jerzy Łucki, militare, atleta e bobbista polacco
- 1899 - William Dobell, scultore e pittore australiano († 1970)
- 1899 - Hansas Gecas, calciatore lituano
- 1899 - Giovanni Mariga, anarchico e partigiano italiano († 1979)
- 1899 - Stève Passeur, drammaturgo, sceneggiatore e giornalista francese († 1966)
- 1900 - Albert Henderickx, calciatore belga († 1965)
- 1900 - Zoltán Opata, calciatore e allenatore di calcio ungherese († 1982)
- 1900 - Mecha Ortiz, attrice argentina († 1987)

## XX secolo(849)
- 1901 - Germain Bazin, storico dell'arte francese († 1990)
- 1901 - Giovanna Boccalini, docente, partigiana e sindacalista italiana († 1991)
- 1901 - David Carnegie, XI conte di Northesk, skeletonista e nobile scozzese († 1963)
- 1902 - Severo Carra, calciatore italiano
- 1902 - Guido Chiarelli, ingegnere italiano († 1982)
- 1902 - Cheryl Crawford, produttrice teatrale e direttrice artistica statunitense († 1986)
- 1902 - Ruhollah Khomeyni, politico e imam iraniano († 1989)
- 1903 - Bruno Montelatici, calciatore italiano († 1947)
- 1904 - Evan Tom Davies, matematico gallese († 1973)
- 1904 - Gino Sopracordevole, canottiere italiano († 1995)
- 1904 - Jackie Wright, attore britannico († 1989)
- 1905 - Severo Ochoa, biochimico spagnolo († 1993)
- 1905 - Gerardo Rivas, calciatore paraguaiano
- 1906 - Juan Modesto, generale e antifascista spagnolo († 1969)
- 1906 - Aurelio Vitto, giornalista e politico italiano († 1941)
- 1907 - Karl Bierwirth, sollevatore tedesco († 1955)
- 1907 - Lina Bruna Rasa, soprano italiano († 1984)
- 1907 - Jerome Conn, medico statunitense († 1994)
- 1907 - Martín Marculeta, allenatore di calcio e calciatore spagnolo († 1984)
- 1907 - Virgilio Spigai, ammiraglio italiano († 1976)
- 1907 - Constantin Stanciu, calciatore rumeno († 1986)
- 1908 - Eddie Hapgood, allenatore di calcio e calciatore inglese († 1973)
- 1908 - Saizō Saitō, calciatore giapponese († 2004)
- 1908 - Alina Scholtz, architetta polacca († 1996)
- 1908 - Hans Erwin von Spreti-Weilbach, politico tedesco († 1934)
- 1908 - Gile Steele, costumista statunitense († 1952)
- 1908 - Clara Thalmann, giornalista e anarchica svizzera († 1987)
- 1909 - Virgil Exner, designer statunitense († 1973)
- 1909 - Carl Sigman, poeta e paroliere statunitense († 2000)
- 1910 - Cáo Yǔ, drammaturgo e sceneggiatore cinese († 1996)
- 1910 - Delfín Benítez Cáceres, calciatore paraguaiano († 2004)
- 1910 - Kjell Eeg, calciatore norvegese († 1991)
- 1910 - Frank Pelleg, compositore, pianista e direttore d'orchestra israeliano († 1968)
- 1910 - František Řitička, calciatore cecoslovacco († 1992)
- 1911 - François Adam, ciclista su strada e ciclocrossista belga († 2002)
- 1911 - Gaby Angelini, aviatrice italiana († 1932)
- 1911 - Romolo Castellazzi, calciatore italiano
- 1911 - Konstantin Ustinovič Černenko, politico sovietico († 1985)
- 1911 - Riccardo Isada, calciatore italiano († 1972)
- 1911 - Marie Kraja, soprano albanese († 1999)
- 1911 - Paolo Moci, generale e aviatore italiano († 2002)
- 1912 - Inaco Biancalana, scultore italiano († 1991)
- 1912 - Enrico Bonazzi, partigiano, politico e sindacalista italiano († 2002)
- 1912 - Domenico Giacobbe, calciatore e allenatore di calcio italiano
- 1912 - Primitivo Martínez, cestista filippino († 1985)
- 1912 - Don Porter, attore statunitense († 1997)
- 1912 - Jean Servais, attore belga († 1976)
- 1912 - Robert Lewis Taylor, scrittore statunitense († 1998)
- 1913 - Herb Jeffries, cantautore e attore statunitense († 2014)
- 1913 - Matteo Pedrali, pittore italiano († 1980)
- 1913 - Gaetano Pinto, calciatore italiano († 1994)
- 1913 - Per Sørensen, militare danese († 1945)
- 1914 - Guglielmo Glovi, calciatore italiano
- 1914 - John Kerr, avvocato e politico australiano († 1991)
- 1914 - Jiří Kolář, artista, poeta e scrittore ceco († 2002)
- 1914 - Girolamo Lazzaroni, presbitero e missionario italiano († 1941)
- 1914 - Andrzej Panufnik, compositore e direttore d'orchestra polacco († 1991)
- 1915 - Carlo Bandirola, pilota motociclistico italiano († 1981)
- 1915 - Vittorio Folonari, bobbista italiano († 2010)
- 1915 - Larry Gates, attore statunitense († 1996)
- 1915 - Ettore Gracis, direttore d'orchestra e compositore italiano († 1992)
- 1915 - Toyoji Takahashi, calciatore giapponese († 1940)
- 1916 - Elerydd, presbitero e poeta gallese († 2011)
- 1916 - Ruth Leach Amonette, scrittrice, educatrice e dirigente d'azienda statunitense († 2004)
- 1916 - Gustave Martelet, presbitero e teologo francese († 2014)
- 1916 - Mariano Pintus, giornalista e politico italiano († 1983)
- 1916 - Greer Skousen, cestista messicano († 1988)
- 1917 - Luigi Gallanti, calciatore italiano († 1990)
- 1917 - Otto Günsche, militare tedesco († 2003)
- 1917 - Marcel Langer, militare e aviatore francese († 1990)
- 1918 - Emilio Q. Daddario, politico statunitense († 2010)
- 1918 - Michael J. S. Dewar, chimico indiano († 1997)
- 1918 - Richard Hoggart, sociologo e anglista inglese († 2014)
- 1918 - Audra Lindley, attrice statunitense († 1997)
- 1919 - Gordon Carpenter, cestista e allenatore di pallacanestro statunitense († 1988)
- 1919 - Luigi Ercoli, partigiano italiano († 1945)
- 1919 - Woody Grimshaw, cestista e allenatore di pallacanestro statunitense († 1974)
- 1919 - Sergio Lepri, giornalista e saggista italiano († 2022)
- 1919 - Fernando Tabales, calciatore spagnolo († 1983)
- 1920 - Richard Bong, militare e aviatore statunitense († 1945)
- 1920 - Enzo Giudici, scrittore e critico letterario italiano († 1985)
- 1920 - Gemma Griarotti, attrice e doppiatrice italiana († 1997)
- 1920 - Ovadia Yosef, rabbino israeliano († 2013)
- 1921 - Anna Fehér, ginnasta ungherese († 1999)
- 1921 - Sheila MacRae, attrice, cantante e ballerina britannica († 2014)
- 1922 - Ettore Bastianini, baritono italiano († 1967)
- 1922 - Danilo Cubattoli, presbitero e critico cinematografico italiano († 2006)
- 1922 - Franco Del Pace, politico e partigiano italiano († 2001)
- 1922 - Angelo Donelli, psichiatra e educatore italiano († 2011)
- 1922 - Bert I. Gordon, regista, sceneggiatore e produttore cinematografico statunitense († 2023)
- 1922 - Cornell MacNeil, baritono statunitense († 2011)
- 1922 - Jørgen Sørensen, calciatore danese († 1999)
- 1922 - Nicola Vaccaro, politico italiano († 1964)
- 1923 - Raoul Bott, matematico ungherese († 2005)
- 1923 - Ladislav Fuks, scrittore ceco († 1994)
- 1923 - Tommaso Giglio, giornalista, poeta e traduttore italiano († 1987)
- 1923 - Fats Navarro, trombettista statunitense († 1950)
- 1923 - Jurij Michajlovič Vyšinskij, regista sovietico († 1990)
- 1924 - Nina Bočarova, ginnasta sovietica († 2020)
- 1924 - Zorko Cvetković, cestista jugoslavo († 2017)
- 1924 - Leo Finzi, ingegnere e progettista italiano († 2002)
- 1924 - Francesco Iannelli, politico e magistrato italiano († 2012)
- 1924 - Aage Rou Jensen, calciatore danese († 2009)
- 1924 - Ferdinando Marinelli, avvocato e politico italiano († 1999)
- 1924 - Lester Rawlins, attore statunitense († 1988)
- 1924 - Hidemaro Watanabe, calciatore giapponese († 2011)
- 1925 - Florindo Andreolli, tenore italiano († 1995)
- 1925 - Geoffrey Burbidge, fisico britannico († 2010)
- 1925 - Vince Cazzetta, allenatore di pallacanestro statunitense († 2005)
- 1925 - Dick Faszholz, cestista statunitense († 2001)
- 1925 - Eve Brenner, attrice statunitense
- 1925 - Arturo Magni, imprenditore e dirigente sportivo italiano († 2015)
- 1925 - Renzo Pigni, politico e partigiano italiano († 2019)
- 1925 - Christel Schaack, modella tedesca († 2021)
- 1926 - Aubrey Burl, archeologo britannico († 2020)
- 1926 - Ricardo María Carles Gordó, cardinale e arcivescovo cattolico spagnolo († 2013)
- 1926 - Joe McNamee, cestista statunitense († 2011)
- 1926 - Jorge Nuré, cestista argentino († 2011)
- 1927 - Matazō Kayama, pittore giapponese († 2004)
- 1927 - Arthur Malet, attore britannico († 2013)
- 1927 - Luigi Pedrazzi, politologo e giornalista italiano († 2017)
- 1927 - Stephen Edward Smith, diplomatico statunitense († 1990)
- 1927 - Harald Weinrich, linguista e filologo tedesco († 2022)
- 1928 - Ugo Benassi, politico italiano († 2011)
- 1928 - Joe Bradley, cestista statunitense († 1987)
- 1928 - Eunies Futch, cestista statunitense († 2005)
- 1928 - Ernesto Ortiz, cestista peruviano
- 1928 - Judith Nisse Shklar, filosofa e politologa lettone († 1992)
- 1929 - John Carter, musicista e compositore statunitense († 1991)
- 1929 - Marcello De Stefano, regista e pittore italiano († 2023)
- 1929 - Vojtech Jankovič, calciatore cecoslovacco († 1993)
- 1929 - Tunku Abdul Malik, principe malese († 2015)
- 1930 - Henry Friedlander, storico tedesco († 2012)
- 1930 - Jim Holstein, cestista e allenatore di pallacanestro statunitense († 2007)
- 1930 - Jean-Pierre Jossua, teologo e scrittore francese († 2021)
- 1930 - Miguel Montuori, calciatore argentino († 1998)
- 1930 - Angelo Muscat, attore maltese († 1977)
- 1930 - Elveno Pastorelli, vigile del fuoco e prefetto italiano († 1997)
- 1930 - Catherine Robbe-Grillet, scrittrice e attrice francese
- 1930 - Benjamin Romuáldez, politico e diplomatico filippino († 2012)
- 1930 - Horst Sachtleben, attore e doppiatore tedesco († 2022)
- 1930 - Ingrid Bachér, scrittrice tedesca
- 1930 - Corrado Stajano, giornalista, scrittore e sceneggiatore italiano
- 1930 - John Watts Young, astronauta statunitense († 2018)
- 1931 - Alberto Anchart, attore argentino († 2011)
- 1931 - Bruce Baillie, regista statunitense († 2020)
- 1931 - Raf Baldassarre, attore italiano († 1995)
- 1931 - Cardiss Collins, politica statunitense († 2013)
- 1931 - Luciano Farinelli, anarchico e pubblicista italiano († 1995)
- 1931 - Brian Glanville, scrittore e giornalista britannico († 2025)
- 1931 - Medardo Joseph Mazombwe, cardinale e arcivescovo cattolico zambiano († 2013)
- 1931 - Mark Midler, schermidore sovietico († 2012)
- 1931 - Anthony Newley, attore e cantautore inglese († 1999)
- 1931 - Mike Parkes, pilota automobilistico inglese († 1977)
- 1932 - Andrea Agnaletti, politico italiano († 2015)
- 1932 - Svetlana Berëzova, ballerina lituana († 1998)
- 1932 - Mimmo Castellano, designer e fotografo italiano († 2015)
- 1932 - Joanne Greenberg, scrittrice statunitense
- 1932 - Frank LoCascio, mafioso statunitense († 2021)
- 1932 - Jackie Moore, ex cestista statunitense
- 1932 - Gian Luigi Piccioli, scrittore e saggista italiano († 2013)
- 1932 - Eriprando Visconti, regista e sceneggiatore italiano († 1995)
- 1932 - Canhoteiro, calciatore brasiliano († 1974)
- 1933 - Maurice Caillet, medico e scrittore francese († 2021)
- 1933 - Raffaele Farina, cardinale e arcivescovo cattolico italiano
- 1933 - Giovanni Giudice, biologo e politico italiano († 2016)
- 1933 - Anwar Ahmed Khan, hockeista su prato pakistano († 2014)
- 1933 - Giovanni Massignani, allenatore di calcio e calciatore belga († 2011)
- 1933 - Ivan Prebeg, pugile jugoslavo († 1995)
- 1934 - Marie-Hélène Arnaud, modella e attrice francese († 1986)
- 1934 - John Brunner, autore di fantascienza britannico († 1995)
- 1934 - Arne Carlson, politico statunitense
- 1934 - Emanuele Del Vecchio, calciatore brasiliano († 1995)
- 1934 - Walter Maestosi, attore e doppiatore italiano († 2022)
- 1934 - Lasse Mårtenson, cantante finlandese († 2016)
- 1934 - Gianfranco Nocivelli, imprenditore e dirigente d'azienda italiano († 2019)
- 1934 - Giovanni Pettinato, storico e assiriologo italiano († 2011)
- 1934 - Maria Pia di Savoia, principessa italiana
- 1934 - Yasutaka Tsutsui, scrittore e attore giapponese
- 1934 - Chick Willis, cantante e chitarrista statunitense († 2013)
- 1934 - Donald Wrye, regista, produttore televisivo e sceneggiatore statunitense († 2015)
- 1934 - Manfred Wörner, politico e diplomatico tedesco († 1994)
- 1935 - Natale Borsani, ex calciatore italiano
- 1935 - Yuzuru Fujimoto, doppiatore giapponese († 2019)
- 1935 - Gessy, calciatore brasiliano († 1989)
- 1935 - Vicente Lucas, allenatore di calcio e ex calciatore portoghese
- 1936 - Homero Guaglianone, ex calciatore uruguaiano
- 1936 - Jim Henson, artista, inventore e fumettista statunitense († 1990)
- 1936 - John Magee, vescovo cattolico irlandese
- 1936 - Gian Pietro Testa, giornalista, poeta e scrittore italiano († 2023)
- 1936 - Marta Tomelli, cantante italiana († 2003)
- 1937 - Francesco Allera Longo, politico italiano († 2010)
- 1937 - Anne-Marie Beretta, stilista francese
- 1937 - Kevin Connor, regista britannico
- 1937 - Umjar Mavlichanov, schermidore sovietico († 1999)
- 1937 - Carlo Zardo, basso italiano († 2017)
- 1938 - Orio Caldiron, critico cinematografico e storico del cinema italiano († 2025)
- 1938 - Ronald Crisp, ex calciatore inglese
- 1938 - Miguel González Lázaro, cestista spagnolo († 2022)
- 1938 - Rex Hughes, allenatore di pallacanestro e dirigente sportivo statunitense († 2016)
- 1939 - Frank Anger, schermidore statunitense († 2004)
- 1939 - Rolando Omar Benenzon, musicista e psichiatra argentino
- 1939 - Maurice Colbourne, attore britannico († 1989)
- 1939 - Steve Gammon, allenatore di calcio e ex calciatore gallese
- 1939 - Jacques Gestraud, ciclista su strada francese
- 1939 - Kunihiko Nakamura, ex cestista giapponese
- 1939 - Dieter Schwarz, imprenditore tedesco
- 1939 - Jacques Vallée, ufologo e astronomo francese
- 1940 - Amelita Baltar, cantante argentina
- 1940 - Vladimir Beljaev, sollevatore sovietico († 2020)
- 1940 - Jean-Marie Cavada, politico francese
- 1940 - Yves Navarre, scrittore francese († 1994)
- 1940 - Arati Saha, nuotatrice indiana († 1994)
- 1940 - Slaven Zambata, calciatore jugoslavo († 2020)
- 1941 - Bob Chiarelli, politico canadese
- 1941 - Pasqualino Lorenzo Federici, politico italiano († 2017)
- 1941 - Vittore Gottardi, calciatore svizzero († 2015)
- 1941 - Igor' Jasulovič, attore sovietico († 2023)
- 1941 - John Mackey, giocatore di football americano statunitense († 2011)
- 1941 - Linda McCartney, fotografa, tastierista e cantante statunitense († 1998)
- 1941 - Janet Quin-Harkin, scrittrice britannica
- 1941 - Robi Ronza, giornalista e saggista italiano
- 1941 - Tony Rutter, pilota motociclistico britannico († 2020)
- 1941 - Gloria Salguero Gross, politica e imprenditrice salvadoregna († 2015)
- 1941 - Fred Tommy, sciatore alpino canadese († 2004)
- 1941 - Italo Zilioli, ex ciclista su strada e pistard italiano
- 1942 - Kenneth Tigar, attore statunitense
- 1942 - Michael Wadleigh, regista, sceneggiatore e direttore della fotografia statunitense
- 1943 - Pierre Carteus, calciatore belga († 2003)
- 1943 - Randall Duk Kim, attore statunitense
- 1943 - Willy Favre, sciatore alpino svizzero († 1986)
- 1943 - Ilona Grandke, attrice e doppiatrice tedesca
- 1943 - Galina Magidson, ex cestista sovietica
- 1943 - Claudio Martelli, politico, giornalista e scrittore italiano
- 1943 - Dina Porat, docente, storica e scrittrice argentina
- 1943 - Giovanni Sacco, calciatore e allenatore di calcio italiano († 2020)
- 1943 - Antonio Tabucchi, scrittore, critico letterario e traduttore italiano († 2012)
- 1944 - Eavan Boland, poetessa irlandese († 2020)
- 1944 - Lorenzo Bosisio, ex ciclista su strada e pistard italiano
- 1944 - Bernd Bransch, calciatore tedesco orientale († 2022)
- 1944 - Mario Di Iorio, regista teatrale, imprenditore e sceneggiatore italiano († 2015)
- 1944 - Diana Körner, attrice tedesca
- 1944 - Gilles Lipovetsky, filosofo, scrittore e sociologo francese
- 1944 - Paolo Montanari, calciatore italiano († 2022)
- 1944 - Agustín Roberto Radrizzani, arcivescovo cattolico argentino († 2020)
- 1944 - Enzo Sciotti, illustratore italiano († 2021)
- 1944 - Ron Williams, cestista e allenatore di pallacanestro statunitense († 2004)
- 1945 - Lou Dobbs, giornalista, conduttore televisivo e conduttore radiofonico statunitense († 2024)
- 1945 - David Drake, scrittore di fantascienza statunitense († 2023)
- 1945 - Pasquale Iscaro, militare italiano († 1998)
- 1945 - John Rutter, organista, compositore e direttore di coro inglese
- 1945 - Ian Stewart, matematico e scrittore britannico
- 1946 - David Anspaugh, regista statunitense
- 1946 - Jerry Donahue, chitarrista statunitense
- 1946 - Roberto Escobar, critico cinematografico italiano
- 1946 - Gianfranco Gambarelli, matematico italiano
- 1946 - Joe Greene, ex giocatore di football americano statunitense
- 1946 - Lars Emil Johansen, politico groenlandese
- 1946 - Atanas Kirov, sollevatore bulgaro († 2017)
- 1946 - John O'Hare, ex calciatore scozzese
- 1946 - Uschi Obermaier, attrice e ex modella tedesca
- 1946 - María Teresa Ruiz, astronoma cilena
- 1946 - Calogero Sodano, politico e scrittore italiano
- 1946 - Natal'ja Arinbasarova, attrice russa
- 1946 - Stuart Wilde, scrittore britannico († 2013)
- 1947 - Carlo Arrighi, lunghista italiano († 2001)
- 1947 - Bernard Béguin, ex pilota di rally francese
- 1947 - Chris Campbell, batterista britannico
- 1947 - Tim Ecclestone, hockeista su ghiaccio e allenatore di hockey su ghiaccio canadese († 2024)
- 1947 - Calvin Samuel, bassista e cantante antiguo-barbudano
- 1947 - Jorge Spedaletti, calciatore cileno († 2022)
- 1947 - R.H. Thomson, attore canadese
- 1948 - Gordon Clapp, attore statunitense
- 1948 - Daniele Giancane, poeta, pedagogista e scrittore italiano
- 1948 - Phil Hartman, attore, comico e doppiatore canadese († 1998)
- 1948 - Gerardo Melgar Viciosa, vescovo cattolico spagnolo
- 1948 - José Navarro, ex calciatore peruviano
- 1948 - Jaume Sisa, cantautore spagnolo
- 1949 - Donald Allan, ex ciclista su strada e pistard australiano
- 1949 - Anders Arborelius, cardinale e vescovo cattolico svedese
- 1949 - Harvey Bainbridge, bassista e tastierista inglese
- 1949 - Phil Boersma, ex calciatore inglese
- 1949 - Chrīstos Iordanidīs, ex cestista, allenatore di pallacanestro e dirigente sportivo greco
- 1949 - Darci Menezes, ex calciatore brasiliano
- 1949 - Germano Rigotto, politico brasiliano
- 1949 - Arno Steffenhagen, ex calciatore tedesco
- 1949 - Khalid bin Sultan Al Sa'ud, principe, generale e politico saudita
- 1950 - Marie-Christine Adam, attrice francese
- 1950 - Samuel Joseph Aquila, arcivescovo cattolico statunitense
- 1950 - Giuseppe Bongiorno, politico italiano
- 1950 - Pasquale Condello, mafioso italiano
- 1950 - Vilson Džoni, ex calciatore jugoslavo
- 1950 - Alvin Henderson, ex calciatore trinidadiano
- 1950 - John Kessel, scrittore statunitense
- 1950 - John McMakin, ex giocatore di football americano statunitense
- 1950 - Harriet Walter, attrice britannica
- 1950 - Kristina Wayborn, attrice e modella svedese
- 1951 - Massimiliano Damerini, pianista e compositore italiano († 2023)
- 1951 - Christopher Greenbury, montatore britannico († 2007)
- 1951 - Heinz Hoenig, attore tedesco
- 1951 - Daniela Piperno, attrice italiana
- 1951 - Alfonso Portillo, politico guatemalteco
- 1951 - Rick Zumwalt, attore statunitense († 2003)
- 1952 - Bruno Cufino, allenatore di pallanuoto italiano
- 1952 - Joseph Patrick Kennedy II, politico statunitense
- 1952 - Annegret Kroniger, ex velocista tedesca
- 1952 - Doina Mate, cestista rumena († 2024)
- 1952 - Jorge Ramos, giornalista, conduttore televisivo e telecronista sportivo uruguaiano
- 1952 - Don Rowles, ex sciatore alpino statunitense
- 1952 - Yamar Samb, ex cestista senegalese
- 1952 - Mark Sandman, musicista e cantautore statunitense († 1999)
- 1953 - Eugenio De Paoli, giornalista italiano
- 1953 - Børge Josefsen, ex calciatore norvegese
- 1953 - Eliane Karp, antropologa francese
- 1953 - Franco Mugnai, politico e avvocato italiano
- 1953 - Connie Norman, cestista statunitense († 2022)
- 1953 - Fausto Radici, sciatore alpino italiano († 2002)
- 1953 - Alan Wilder, attore statunitense
- 1954 - Gerónimo Barbadillo, ex calciatore peruviano
- 1954 - Ashton Carter, politico statunitense († 2022)
- 1954 - Oscar Farinetti, scrittore, dirigente d'azienda e imprenditore italiano
- 1954 - Roberto Fittirillo, mafioso italiano
- 1954 - Barry Kelly, ex canoista australiano
- 1954 - Denise Pardo, giornalista e scrittrice italiana
- 1954 - Marco Tardelli, ex calciatore e allenatore di calcio italiano
- 1954 - Martial Yeo, allenatore di calcio e ex calciatore ivoriano
- 1955 - Aleksandr Baširov, attore e regista sovietico
- 1955 - Yacine Bentaala, allenatore di calcio e ex calciatore algerino
- 1955 - Riccardo Illy, imprenditore e politico italiano
- 1955 - Oreste Pastorelli, politico italiano
- 1955 - Andrew Slack, ex rugbista a 15, allenatore di rugby a 15 e giornalista australiano
- 1955 - Fritz Springmeier, scrittore statunitense
- 1955 - Lane Brody, cantautrice statunitense
- 1956 - Oskar Bauer, ex calciatore tedesco
- 1956 - Stephen Brislin, cardinale e arcivescovo cattolico sudafricano
- 1956 - Oddgeir Mellomstrand, ex calciatore norvegese
- 1956 - Ilona Slupianek, ex pesista e discobola tedesca
- 1956 - Juan Villoro, scrittore, giornalista e traduttore messicano
- 1957 - Brad Bird, regista, animatore e sceneggiatore statunitense
- 1957 - Doug Coombs, sciatore statunitense († 2006)
- 1957 - Joe DeSantis, ex cestista e allenatore di pallacanestro statunitense
- 1957 - Steve Foster, ex calciatore inglese
- 1957 - Alexandra Leabu, ex cestista rumena
- 1957 - Raffaele Ranucci, politico italiano
- 1957 - Wolfgang Wolf, ex calciatore, allenatore di calcio e dirigente sportivo tedesco
- 1958 - Enrico Bertone, ex pilota automobilistico italiano
- 1958 - Brad Branson, ex cestista statunitense
- 1958 - Marco Cavagna, vigile del fuoco italiano († 2009)
- 1958 - Barbara Clark, ex nuotatrice canadese
- 1958 - William John Donaldson, scacchista statunitense
- 1958 - Murdo MacLeod, allenatore di calcio e ex calciatore scozzese
- 1958 - Ivano Maffei, ex ciclista su strada e pistard italiano
- 1958 - Oscar Mina, politico sammarinese
- 1958 - James Slattery, ex calciatore britannico
- 1958 - Kevin Sorbo, attore, produttore cinematografico e produttore televisivo statunitense
- 1959 - Michele Prospero, filosofo italiano
- 1959 - Silvano Riccò, ex ciclista su strada italiano
- 1959 - Els Vader, velocista olandese († 2021)
- 1959 - Steve Whitmire, doppiatore statunitense
- 1959 - Simonetta Zauli, conduttrice radiofonica e conduttrice televisiva italiana († 2017)
- 1959 - Sandro Zemolin, fumettista italiano
- 1960 - Gustavo Bombín Espino, arcivescovo cattolico e missionario spagnolo
- 1960 - Michele Casino, politico italiano
- 1960 - Branko Karačić, allenatore di calcio e ex calciatore croato
- 1960 - Erich Mächler, ex ciclista su strada svizzero
- 1960 - Alberto Sette, doppiatore e attore italiano
- 1960 - Amy Sky, cantautrice canadese
- 1960 - Zhu Bo, allenatore di calcio e ex calciatore cinese
- 1961 - Pierre Cosso, attore, cantante e compositore francese
- 1961 - Jack Dee, cabarettista, attore e sceneggiatore britannico
- 1961 - Nancy Garapick, ex nuotatrice canadese
- 1961 - Peter Hrstic, ex calciatore austriaco
- 1961 - Giōrgos Lemesios, ex calciatore cipriota
- 1961 - John Logan, sceneggiatore e drammaturgo statunitense
- 1961 - Renato Oniga, filologo classico e latinista italiano
- 1962 - Stefano Bettinelli, allenatore di calcio e ex calciatore italiano
- 1962 - Rosamund Kwan, attrice cinese
- 1962 - Ally McCoist, ex calciatore e allenatore di calcio scozzese
- 1962 - Mike Phelan, allenatore di calcio, dirigente sportivo e ex calciatore inglese
- 1962 - Rochus Josef Tatamai, arcivescovo cattolico papuano
- 1962 - Nia Vardalos, attrice, sceneggiatrice e regista canadese
- 1963 - Paolo D'Iorio, filosofo italiano
- 1963 - Igors Kazanovs, ex ostacolista lettone
- 1963 - Norberto Ortega Sánchez, ex calciatore argentino
- 1963 - Yves Pagès, scrittore francese
- 1963 - Masuyo Shiraishi, ex calciatrice giapponese
- 1963 - Luis Ulacia, giocatore di baseball cubano
- 1964 - Ainhoa Arteta, soprano spagnolo
- 1964 - Louie Donowa, ex calciatore inglese
- 1964 - Terrence Flagler, ex giocatore di football americano statunitense
- 1964 - Ted Forrest, giocatore di poker statunitense
- 1964 - Florence Duperval Guillaume, politica e medico haitiana
- 1964 - Jeff Krosnoff, pilota automobilistico statunitense († 1996)
- 1964 - Cinzia Lenzi, annunciatrice televisiva e ex modella italiana
- 1964 - J. Michael Mendel, produttore televisivo statunitense († 2019)
- 1964 - Tamaki Saitō, psichiatra e scrittore giapponese
- 1964 - Osamu Taninaka, ex calciatore giapponese
- 1965 - Christophe Beaucarne, direttore della fotografia belga
- 1965 - Benito Caballero Garza, politico messicano
- 1965 - Hervé Coudray, ex cestista e allenatore di pallacanestro francese
- 1965 - Alfonso Domínguez, ex calciatore uruguaiano
- 1965 - Francesco Foti, attore e cabarettista italiano
- 1965 - Robert Irvine, cuoco e personaggio televisivo britannico
- 1965 - Anders Limpar, ex calciatore svedese
- 1965 - Sean McNabb, bassista statunitense
- 1965 - Stefano Melchiori, allenatore di calcio e ex calciatore italiano
- 1965 - Richard Morgan, scrittore e sceneggiatore inglese
- 1965 - Jevhen Murzin, ex cestista e allenatore di pallacanestro ucraino
- 1965 - Fabrice Philipot, ciclista su strada francese († 2020)
- 1965 - Aiyaz Sayed-Khaiyum, politico figiano
- 1965 - Jefferson Shreve, politico statunitense
- 1965 - Robert Siboldi, allenatore di calcio e ex calciatore uruguaiano
- 1965 - Achille Totaro, politico italiano
- 1965 - Janet Weiss, batterista statunitense
- 1966 - Franz Carr, ex calciatore inglese
- 1966 - Alfred Hörtnagl, dirigente sportivo e ex calciatore austriaco
- 1966 - Morlon Wiley, ex cestista e allenatore di pallacanestro statunitense
- 1966 - Tim Worley, ex giocatore di football americano statunitense
- 1967 - Rosario Salvatore Aitala, giurista e magistrato italiano
- 1967 - Alberto Anile, giornalista, critico cinematografico e saggista italiano
- 1967 - Domenico Centamore, attore italiano
- 1967 - Roland Gray, ex cestista statunitense
- 1967 - Noreena Hertz, economista britannica
- 1967 - Simon Jordan, imprenditore inglese
- 1967 - Candace Kita, modella e attrice statunitense
- 1967 - Massimo Milani, politico italiano
- 1967 - Missy, attrice pornografica e regista statunitense († 2008)
- 1967 - Francesco Palmieri, dirigente sportivo e ex calciatore italiano
- 1967 - Aguinaldo Perrone, designer italiano
- 1967 - Igor Protti, dirigente sportivo e ex calciatore italiano
- 1967 - William So, cantante e attore cinese
- 1968 - Awad Al-Anazi, ex calciatore saudita
- 1968 - Saad Shaddad Al-Asmari, ex siepista saudita
- 1968 - Saleh Al-Dawod, ex calciatore saudita
- 1968 - Andrea Caverzan, allenatore di calcio e ex calciatore italiano
- 1968 - Attila Feri, ex sollevatore rumeno
- 1968 - Glenn Fleshler, attore statunitense
- 1968 - Davide Garbolino, doppiatore, direttore del doppiaggio e conduttore televisivo italiano
- 1968 - Ralf Kellermann, allenatore di calcio e ex calciatore tedesco
- 1968 - Kōstakīs Kōnstantinou, ex calciatore cipriota
- 1968 - Lucio Leoni, fumettista italiano
- 1968 - Chiara Noschese, attrice, cantante e regista teatrale italiana
- 1968 - Mike Obiku, ex calciatore nigeriano
- 1968 - Martín Eulogio Rodríguez, ex calciatore peruviano
- 1968 - Aravat Sabeev, ex lottatore sovietico
- 1968 - Lorenzo Tedeschi, ex pallavolista italiano
- 1969 - Siniša Alebić, ex giocatore di calcio a 5 croato
- 1969 - Chad Beguelin, librettista, paroliere e sceneggiatore statunitense
- 1969 - Abdelkader Ben Hassen, ex calciatore tunisino
- 1969 - Rufus Brevett, allenatore di calcio e ex calciatore inglese
- 1969 - Shawn Crahan, batterista, regista e imprenditore statunitense
- 1969 - Hussain Ghuloum, ex calciatore emiratino
- 1969 - Andreína Goetz, modella venezuelana
- 1969 - Cedric Lewis, ex cestista statunitense
- 1969 - Chris Pincher, politico inglese
- 1969 - Raluca Prună, politica rumena
- 1969 - Gustavo Restrepo, ex calciatore colombiano
- 1969 - Massimo Riscino, ex giocatore di calcio a 5 italiano
- 1969 - Goya Toledo, attrice e modella spagnola
- 1969 - Daniel Varela, ex giocatore di calcio a 5 uruguaiano
- 1969 - Megan Ward, attrice statunitense
- 1970 - Curtis Blair, ex cestista e arbitro di pallacanestro statunitense
- 1970 - Karen Forkel, ex giavellottista tedesca
- 1970 - Marc Guggenheim, sceneggiatore e produttore televisivo statunitense
- 1970 - Gabriella Lantos-Romacz, schermitrice ungherese
- 1970 - Ingrid Laubrock, sassofonista tedesca
- 1970 - Freddy León, ex calciatore colombiano
- 1970 - Chris Obi, attore britannico
- 1970 - Aleksandrina Pendačanska, soprano bulgaro
- 1970 - Silvia Poll, ex nuotatrice costaricana
- 1970 - Leonardo Ruiz, ex giocatore di calcio a 5 argentino
- 1970 - Vanessa Taylor, sceneggiatrice e produttrice televisiva statunitense
- 1970 - Imre Tiidemann, pentatleta estone
- 1970 - Jimmy Vérove, ex cestista e allenatore di pallacanestro francese
- 1970 - Anselm van der Linde, abate sudafricano
- 1971 - Craig Burley, ex calciatore scozzese
- 1971 - Paolo Cattaneo, cantautore e musicista italiano
- 1971 - Erik von Markovik, illusionista, scrittore e conduttore televisivo canadese
- 1971 - Peter Salisbury, batterista inglese
- 1971 - Orlin Stanojčev, ex tennista bulgaro
- 1971 - Aurélia Thierrée, attrice francese
- 1971 - Kurt Van De Wouwer, dirigente sportivo e ex ciclista su strada belga
- 1972 - Lluís Carreras, allenatore di calcio e ex calciatore spagnolo
- 1972 - Kate Fleetwood, attrice britannica
- 1972 - Pierre Amine Gemayel, politico libanese († 2006)
- 1972 - Jesse Hughes, musicista, chitarrista e cantautore statunitense
- 1972 - William Klinger, storico italiano († 2015)
- 1972 - Julie Lopes-Curval, regista e sceneggiatrice francese
- 1972 - Ernest Ndjissipou, ex maratoneta e mezzofondista centrafricano
- 1972 - Carlo Occhiena, ex velocista italiano
- 1972 - Olena Petrova, biatleta ucraina
- 1972 - Michał Probierz, allenatore di calcio e ex calciatore polacco
- 1972 - Vitalis Takawira, ex calciatore zimbabwese
- 1972 - Vanderlei Mazzuchini, ex cestista brasiliano
- 1973 - Stéphane Ceretti, effettista francese
- 1973 - Eddie George, ex giocatore di football americano statunitense
- 1973 - Zoltán Kovács, ex calciatore ungherese
- 1973 - Rodrick Rhodes, ex cestista e allenatore di pallacanestro statunitense
- 1974 - Danya Abrams, ex cestista statunitense
- 1974 - Kenneth Braaten, ex combinatista nordico norvegese
- 1974 - Javier García, cantante spagnolo
- 1974 - Kiwane Garris, ex cestista statunitense
- 1974 - Jeroen Heubach, ex calciatore olandese
- 1974 - April Hunter, wrestler statunitense
- 1974 - Niels Brinck, cantante danese
- 1974 - Matt McKeon, ex calciatore statunitense
- 1974 - Alessia Merz, showgirl, conduttrice televisiva e attrice italiana
- 1974 - Víctor Pacheco, ex calciatore colombiano
- 1974 - Corrado Pilat, ex rugbista a 15 e allenatore di rugby a 15 italiano
- 1974 - Jackie Sandler, attrice statunitense
- 1974 - Michelle Ray Smith, attrice e modella statunitense
- 1974 - Jim Thomas, ex tennista statunitense
- 1974 - Emilio Urbano, fumettista e disegnatore italiano
- 1974 - Igor Vušurović, pallavolista montenegrino
- 1974 - Kati Wolf, cantante ungherese
- 1975 - Jana Dörries, ex nuotatrice tedesca
- 1975 - Tyler Hague, astronauta statunitense
- 1975 - Mutsumi Harada, ginnasta e allenatore di ginnastica giapponese
- 1975 - Chris Hill, triatleta australiano
- 1975 - Sergio Múñiz, attore, cantante e modello spagnolo
- 1975 - Kyle Turley, ex giocatore di football americano statunitense
- 1975 - Nikki Ziegelmeyer, ex pattinatrice di short track statunitense
- 1976 - Adrian Aliaj, procuratore sportivo e ex calciatore albanese
- 1976 - Carlos Almeida, ex cestista e politico angolano
- 1976 - Mikel Artetxe, ex ciclista su strada e ex ciclocrossista spagnolo
- 1976 - Ian Bohen, attore statunitense
- 1976 - Bruna Genovese, maratoneta italiana
- 1976 - Erin Houchin, politica statunitense
- 1976 - Andrej Krivov, ex calciatore russo
- 1976 - Alessandra Locatelli, politica italiana
- 1976 - Stephanie McMahon, imprenditrice statunitense
- 1976 - Louis Nero, regista, sceneggiatore e produttore cinematografico italiano
- 1976 - Alejandro Osorio, ex calciatore cileno
- 1976 - Aristides Pertot, ex calciatore argentino
- 1976 - Ol'ga Rjabinkina, ex pesista e discobola russa
- 1976 - Yakkun Sakurazuka, cantante e doppiatore giapponese († 2013)
- 1976 - Vasilīs Soulīs, ex cestista greco
- 1976 - Speaker Cenzou, rapper e produttore discografico italiano
- 1977 - Cristian Binda, artista marziale misto italiano
- 1977 - Elizabeth Bogush, attrice statunitense
- 1977 - Marieh Delfino, attrice venezuelana
- 1977 - Frank Fahrenhorst, ex calciatore tedesco
- 1977 - Nuno Frechaut, ex calciatore portoghese
- 1977 - Kabeer Gbaja-Biamila, ex giocatore di football americano statunitense
- 1977 - Niele Ivey, ex cestista e allenatrice di pallacanestro statunitense
- 1977 - Sui Dongliang, ex calciatore cinese
- 1977 - Guido Tortorella, scrittore e regista italiano
- 1977 - Pablo Trincia, autore televisivo, giornalista e personaggio televisivo italiano
- 1977 - Jean Carlo Witte, ex calciatore brasiliano
- 1978 - Wietse van Alten, arciere olandese
- 1978 - Bradley August, allenatore di calcio e ex calciatore sudafricano
- 1978 - Francesca Barra, giornalista, scrittrice e conduttrice televisiva italiana
- 1978 - Fabio Caserta, allenatore di calcio e ex calciatore italiano
- 1978 - Leon Cave, batterista britannico
- 1978 - Alyson Dixon, maratoneta britannica
- 1978 - Darío Fernández, ex calciatore argentino
- 1978 - Christopher Nowinski, scrittore, imprenditore e ex wrestler statunitense
- 1978 - Brad Pickett, artista marziale misto britannico
- 1979 - Ali Saeed Abdulla, ex calciatore bahreinita
- 1979 - Yvan Bourgis, ex calciatore francese
- 1979 - Emmerson Boyce, ex calciatore barbadiano
- 1979 - Erin Chambers, attrice statunitense
- 1979 - Ginevra Elkann, produttrice cinematografica e regista italiana
- 1979 - Fábio Aurélio, ex calciatore brasiliano
- 1979 - Desiree Glaubitz, ex cestista australiana
- 1979 - Viola Graziosi, attrice italiana
- 1979 - Jin Jong-oh, tiratore a segno sudcoreano
- 1979 - Katja Kassin, ex attrice pornografica tedesca
- 1979 - Turan Mirzəyev, ex sollevatore azero
- 1979 - Hubert Nake, calciatore vanuatuano
- 1979 - Stina Hofgård Nilsen, ex sciatrice alpina norvegese
- 1979 - Ted Jan Roberts, attore statunitense († 2022)
- 1979 - Beñat San José, allenatore di calcio spagnolo
- 1979 - Fernando Soriano, dirigente sportivo, allenatore di calcio e ex calciatore spagnolo
- 1979 - Rodrigo Teixeira, ex giocatore di calcio a 5 brasiliano
- 1979 - Shukor Adan, calciatore malese
- 1980 - Daniele Bennati, ex ciclista su strada e dirigente sportivo italiano
- 1980 - Diederik Boer, ex calciatore olandese
- 1980 - Anna Calvi, cantautrice britannica
- 1980 - Juliano Cazarré, attore brasiliano
- 1980 - Yannick Ferrera, allenatore di calcio e ex calciatore belga
- 1980 - Dougie Hall, rugbista a 15 scozzese
- 1980 - Luca Leofreddi, ex giocatore di calcio a 5 italiano
- 1980 - Sabrine Maui, ex attrice pornografica filippina
- 1980 - Sara McMann, artista marziale mista e lottatrice statunitense
- 1980 - Sizwe Ndlovu, canottiere sudafricano
- 1980 - Petri Pasanen, ex calciatore finlandese
- 1980 - Paulo Henrique Goes da Silva, giocatore di calcio a 5 brasiliano
- 1980 - Victoria Pendleton, ex pistard britannica
- 1980 - Tanit Phoenix, modella e attrice sudafricana
- 1980 - John Arne Riise, allenatore di calcio, dirigente sportivo e ex calciatore norvegese
- 1980 - Brian Stann, artista marziale misto statunitense
- 1980 - Jordi Torrás, dirigente sportivo e ex giocatore di calcio a 5 spagnolo
- 1980 - Aurélien Wiik, attore e regista francese
- 1980 - Oenone Wood, ex ciclista su strada australiana
- 1981 - Adolfo Damian Berdun, cestista argentino
- 1981 - Ryan Briscoe, pilota automobilistico australiano
- 1981 - Sarayuth Chaikamdee, ex calciatore thailandese
- 1981 - Sebastian Edtbauer, attore tedesco
- 1981 - Yuki Matsuzaki, attore giapponese
- 1981 - Park Kyu-seon, ex calciatore sudcoreano
- 1981 - Simon Patterson, disc jockey e produttore discografico britannico
- 1981 - Tomáš Surový, hockeista su ghiaccio slovacco
- 1981 - Kai Wen Tan, ginnasta statunitense
- 1981 - Balázs Tóth, ex calciatore ungherese
- 1981 - Fernanda Urrejola, attrice cilena
- 1981 - Brian Vandenbussche, ex calciatore belga
- 1982 - Michitaka Akimoto, ex calciatore giapponese
- 1982 - Pascal Bader, ex calciatore svizzero
- 1982 - Stef Clement, ex ciclista su strada olandese
- 1982 - James Dempsey, giocatore di poker britannico
- 1982 - Morgan Hamm, ex ginnasta statunitense
- 1982 - Paul Hamm, ex ginnasta statunitense
- 1982 - Terrance Johnson, cestista statunitense († 2025)
- 1982 - Cristian Daniel Ledesma, allenatore di calcio e ex calciatore argentino
- 1982 - Erik Lundin, rapper svedese
- 1982 - Christian Maråker, ex cestista svedese
- 1982 - Julie McBride, ex cestista statunitense
- 1982 - Bruno Miguel Moreira de Sousa, allenatore di calcio e ex calciatore portoghese
- 1982 - Alessandro Mossoni, sollevatore italiano
- 1982 - Antonio Petrović, ex pallanuotista montenegrino
- 1983 - Lyndon Ferns, nuotatore sudafricano
- 1983 - Liam Finn, cantautore neozelandese
- 1983 - Randy Foye, ex cestista statunitense
- 1983 - Radosław Glonek, schermidore polacco
- 1983 - Alexis Pritchard, pugile sudafricana
- 1983 - Layla Rivera, ex attrice pornografica statunitense
- 1983 - Zane Tamane, ex cestista lettone
- 1983 - Benas Veikalas, ex cestista lituano
- 1984 - Andreas Aigner, pilota di rally austriaco
- 1984 - Anwar Ali, allenatore di calcio e ex calciatore indiano
- 1984 - Simon Brenner, ex giocatore di football americano tedesco
- 1984 - Fionnuala Britton, mezzofondista, siepista e maratoneta irlandese
- 1984 - Bobby Brown, ex cestista e dirigente sportivo statunitense
- 1984 - Lara Jean Chorostecki, attrice canadese
- 1984 - Karen Ehrenreich, mezzofondista e maratoneta danese
- 1984 - Maurizio Fiorino, artista e scrittore italiano
- 1984 - Léonor Graser, attrice e sceneggiatrice francese
- 1984 - Matthias Guggenberger, ex skeletonista austriaco
- 1984 - Ohad Kadusi, ex calciatore israeliano
- 1984 - Ivory Latta, ex cestista e allenatrice di pallacanestro statunitense
- 1984 - John Little, ex cestista e allenatore di pallacanestro statunitense
- 1984 - Dharius, rapper messicano
- 1984 - Ryan Paevey, attore statunitense
- 1984 - Mickaël Poté, ex calciatore beninese
- 1984 - Miles Smith, velocista statunitense
- 1984 - Luke Steele, allenatore di calcio e calciatore inglese
- 1985 - Saidat Adegoke, calciatrice nigeriana
- 1985 - Eric Adjetey Anang, scultore ghanese
- 1985 - Élise Bussaglia, ex calciatrice francese
- 1985 - Eleanor Catton, scrittrice e sceneggiatrice neozelandese
- 1985 - Guilherme Finkler, ex calciatore brasiliano
- 1985 - Ella Gai, scrittrice italiana
- 1985 - Mikel González, ex calciatore spagnolo
- 1985 - Andrew Jacobson, ex calciatore e ex giocatore di calcio a 5 statunitense
- 1985 - Yōhei Kajiyama, ex calciatore giapponese
- 1985 - Jessica Lucas, attrice canadese
- 1985 - Kimberley Nixon, attrice britannica
- 1985 - Keith Null, giocatore di football americano statunitense
- 1985 - Nadežda Paleeva, bobbista russa
- 1985 - Mor Seck, mezzofondista senegalese
- 1985 - Jonathan Soriano, ex calciatore spagnolo
- 1985 - Jessica Sweet, ex attrice pornografica statunitense
- 1985 - Maria Leonor Tavares, astista portoghese
- 1985 - Shane Thorne, wrestler australiano
- 1986 - Yosimar Arias, ex calciatore costaricano
- 1986 - John Barclay, ex rugbista a 15 britannico
- 1986 - Leah Dizon, attrice, cantante e modella statunitense
- 1986 - Jasmin B. Frelih, scrittore e traduttore sloveno
- 1986 - Keisuke Iwashita, ex calciatore giapponese
- 1986 - Kieza, calciatore brasiliano
- 1986 - Kostjantyn Kravčenko, ex calciatore ucraino
- 1986 - Eloise Mumford, attrice statunitense
- 1987 - Andrea Caianiello, canottiere italiano
- 1987 - Mauricio Carrasco, ex calciatore argentino
- 1987 - Spencer Treat Clark, attore statunitense
- 1987 - Matthew Connolly, ex calciatore inglese
- 1987 - Walter Cordopatri, attore italiano
- 1987 - Fabio Curto, cantante italiano
- 1987 - Grey Damon, attore statunitense
- 1987 - Akeem Dent, ex giocatore di football americano e allenatore di football americano statunitense
- 1987 - Anthony Dixon, giocatore di football americano statunitense
- 1987 - Elena Gigliotti, attrice italiana
- 1987 - Gürhan Gürsoy, ex calciatore turco
- 1987 - Alisa Kovalenko, regista e militare ucraina
- 1987 - Christian Lealiʻifano, rugbista a 15 neozelandese
- 1987 - Dmitrij Lyskov, giocatore di calcio a 5 russo
- 1987 - Megan McJames, ex sciatrice alpina statunitense
- 1987 - Senzo Meyiwa, calciatore sudafricano († 2014)
- 1987 - Brit Morgan, attrice statunitense
- 1987 - Pak Song-chol, calciatore nordcoreano
- 1987 - Ignacio Rogers, attore e regista argentino
- 1987 - Milojko Spajić, politico montenegrino
- 1987 - Trinidad James, rapper trinidadiano
- 1987 - Louise Winter, calciatrice danese
- 1988 - Ljukman Adams, triplista russo
- 1988 - Curtis Brown, giocatore di football americano statunitense
- 1988 - Riccardo Casagrande, cestista italiano
- 1988 - Kim English, ex cestista e allenatore di pallacanestro statunitense
- 1988 - Carlos Miguel Gomes de Almeida, calciatore portoghese
- 1988 - Alfred Jaryan, calciatore liberiano
- 1988 - Mechac Koffi, ex calciatore ivoriano
- 1988 - Tyrone Nash, cestista statunitense
- 1988 - Birgit Õigemeel, cantante e attrice estone
- 1988 - Emanuele Padella, ex calciatore e allenatore di calcio italiano
- 1988 - Jesús Paganoni, ex calciatore messicano
- 1988 - Anastasios Papazoglou, ex calciatore greco
- 1988 - Levan Patsatsia, ex cestista e allenatore di pallacanestro georgiano
- 1988 - Aldrick Robinson, giocatore di football americano statunitense
- 1988 - Tommy Rowe, calciatore inglese
- 1988 - Katarína Tetemondová, ex cestista slovacca
- 1989 - Rosamund Hanson, attrice britannica
- 1989 - Tor Øyvind Hovda, ex calciatore norvegese
- 1989 - Rebecca Johnston, hockeista su ghiaccio canadese
- 1989 - Marcos Knight, cestista statunitense
- 1989 - Elena Lana, pilota automobilistica italiana
- 1989 - Chris Marriott, calciatore inglese
- 1989 - Thècle Mbororo, calciatrice camerunese
- 1989 - Alberto Noguera, calciatore spagnolo
- 1989 - Mário Palmeira, ex calciatore portoghese
- 1989 - Lorenzo Pasciuti, calciatore italiano
- 1989 - Enrico Pezzi, calciatore italiano
- 1989 - Edgard Iván Rimaycuna Inga, presbitero peruviano
- 1989 - Daniel Stensland, ex calciatore norvegese
- 1989 - Pia Wurtzbach, modella e attrice filippina
- 1989 - Kreayshawn, rapper statunitense
- 1990 - Jasmien Biebauw, pallavolista belga
- 1990 - Andrea Boquete, cestista argentina
- 1990 - Martin Broberg, ex calciatore svedese
- 1990 - Vontaze Burfict, giocatore di football americano statunitense
- 1990 - Josef Divíšek, calciatore ceco
- 1990 - Izïa Higelin, cantante, musicista e attrice francese
- 1990 - Andrej Ljach, calciatore russo
- 1990 - Candide Pralong, fondista svizzero
- 1990 - Maria Selena, modella indonesiana
- 1990 - Alberto Zorzi, rugbista a 15 italiano
- 1991 - Lazar Arsić, calciatore serbo
- 1991 - Jamie Bosio, ex calciatore gibilterriano
- 1991 - Pape Abdou Camara, calciatore senegalese
- 1991 - Louisa Chafee, velista statunitense
- 1991 - Lorenzo Ebecilio, calciatore olandese
- 1991 - Owen Farrell, rugbista a 15 britannico
- 1991 - Perry Jones, cestista statunitense
- 1991 - Ruslan Magal', calciatore russo
- 1991 - Igor Nedeljković, calciatore serbo
- 1991 - Frank Nouble, calciatore inglese
- 1991 - Brittany Phelan, sciatrice freestyle e ex sciatrice alpina canadese
- 1991 - Oriol Romeu, calciatore spagnolo
- 1991 - Kristjan Sokoli, giocatore di football americano albanese
- 1991 - Maximiliano Uggè, calciatore italiano
- 1991 - Akram Zuway, calciatore libico
- 1992 - Chane Behanan, ex cestista statunitense
- 1992 - Francesca Cauz, ex ciclista su strada e ciclocrossista italiana
- 1992 - Robert Galloway, tennista statunitense
- 1992 - Timmy Jernigan, giocatore di football americano statunitense
- 1992 - Marilina Marino, attrice italiana
- 1992 - Debora Pixner, sciatrice freestyle italiana
- 1992 - Jack Sock, ex tennista statunitense
- 1992 - Edwin Sydney Vanspaul, calciatore indiano
- 1993 - Luis Ayala Brucil, calciatore ecuadoriano
- 1993 - Alina Baraz, cantautrice statunitense
- 1993 - Jenna Blasman, ex snowboarder canadese
- 1993 - Kevin Ceccon, pilota automobilistico italiano
- 1993 - Victor Vlad Cornea, tennista rumeno
- 1993 - Giuliano Logos, poeta, rapper e attivista italiano
- 1993 - Sonya Deville, wrestler, ex artista marziale mista e ex judoka statunitense
- 1993 - Diego Diellos, calciatore argentino
- 1993 - Andriani Karantoni, modella cipriota
- 1993 - Liu Shiying, giavellottista cinese
- 1993 - Lucas Fernandes Mariano, cestista brasiliano
- 1993 - Franco Mazurek, calciatore argentino
- 1993 - Hawbir Moustafa, ex calciatore iracheno
- 1993 - Jessy Pi, calciatore francese
- 1993 - Ben Platt, attore e cantante statunitense
- 1993 - Reggie Ragland, giocatore di football americano statunitense
- 1993 - Giulia Rizzon, calciatrice italiana
- 1994 - Miguel Almirón, calciatore paraguaiano
- 1994 - Ryan Astles, calciatore inglese
- 1994 - Achraf Bencharki, calciatore marocchino
- 1994 - Willie Clemons, calciatore bermudiano
- 1994 - Frederik Holst, calciatore danese
- 1994 - Romario Ibarra, calciatore ecuadoriano
- 1994 - Alexandra Lazić, pallavolista svedese
- 1994 - Rebecka Lazić, pallavolista svedese
- 1994 - Bidje Manzia, calciatore congolese (Repubblica Democratica del Congo)
- 1994 - Robb Banks, rapper statunitense
- 1994 - Park Se-wan, attrice sudcoreana
- 1994 - Omar Prewitt, cestista statunitense
- 1994 - Nicola Tumolero, pattinatore di velocità su ghiaccio italiano
- 1994 - Moisés Wolschick, calciatore brasiliano
- 1995 - Lukas Klemenz, calciatore polacco
- 1995 - Aoife Mannion, calciatrice inglese
- 1995 - Dixon Rentería, calciatore colombiano
- 1995 - Guilherme Stringari, giocatore di calcio a 5 brasiliano
- 1995 - Samuel Szmodics, calciatore irlandese
- 1995 - Artem Tavakalyan, cestista armeno
- 1996 - Luka Connor, rugbista a 15 neozelandese
- 1996 - Lorenzo Dickmann, calciatore italiano
- 1996 - Souleyman Doumbia, calciatore ivoriano
- 1996 - Hanna Elliscasis, ex hockeista su ghiaccio italiana
- 1996 - Giorgia Gianetiempo, attrice italiana
- 1996 - Veranika Ivanova, lottatrice bielorussa
- 1996 - Milan Joksimović, calciatore serbo
- 1996 - Jeanne Korevaar, ciclista su strada olandese
- 1996 - Nasiru Moro, calciatore ghanese
- 1996 - Emmanuel Oti Essigba, calciatore ghanese
- 1996 - Alessia Russo, ginnasta italiana
- 1996 - Lazar Sajčić, calciatore serbo
- 1996 - Terence Weber, combinatista nordico tedesco
- 1996 - Gilson Costa, calciatore saotomense
- 1996 - Uroš Čarapić, cestista serbo
- 1996 - Melisa Şenolsun, attrice turca
- 1997 - Tosin Adarabioyo, calciatore inglese
- 1997 - Riya Bhatia, tennista indiana
- 1997 - Tre Brown, giocatore di football americano statunitense
- 1997 - Aldo Cruz, calciatore messicano
- 1997 - Borko Duronjić, calciatore serbo
- 1997 - Hu Jinqiu, cestista cinese
- 1997 - Dodi Lukebakio, calciatore congolese (Repubblica Democratica del Congo)
- 1997 - Armando Rami, calciatore albanese
- 1997 - Leandro Suhr, calciatore uruguaiano
- 1997 - Tatsuki Suzuki, pilota motociclistico giapponese
- 1997 - Rayjon Tucker, cestista statunitense
- 1998 - Tessa Cieplucha, nuotatrice canadese
- 1998 - Aleksandr Dolgov, calciatore russo
- 1998 - Yahya El Hindi, calciatore australiano
- 1998 - Destiny Harden, cestista statunitense
- 1998 - Laurens Huys, ciclista su strada belga
- 1998 - Jackson Ragen, calciatore statunitense
- 1998 - Aaron Wheeler, cestista statunitense
- 1999 - Leandro Andrade, calciatore capoverdiano
- 1999 - Shawn Davis, giocatore di football americano liberiano
- 1999 - Eljif Elmas, calciatore macedone
- 1999 - Maxime Grousset, nuotatore francese
- 1999 - Britt Herbots, pallavolista belga
- 1999 - Kurumi Imai, ex snowboarder giapponese
- 1999 - Sead Islamović, calciatore serbo
- 1999 - Isaiah Mobley, cestista statunitense
- 1999 - Mei Nagano, attrice e modella giapponese
- 1999 - Dayo Odeyingbo, giocatore di football americano liberiano
- 1999 - Michael Strachan, giocatore di football americano bahamense
- 1999 - Ema Strunjak, pallavolista croata
- 2000 - Alexandro Bernabei, calciatore argentino
- 2000 - Lucas Bernadou, calciatore francese
- 2000 - Jaël Bestué, velocista spagnola
- 2000 - Claudio Coelho Salvático, calciatore brasiliano
- 2000 - Lubeni Haukongo, calciatore namibiano
- 2000 - Federica Squarcini, pallavolista italiana
- 2000 - Carlos Terán, calciatore colombiano

## XXI secolo(32)
- 2001 - Ahmed Hasan, calciatore iracheno
- 2001 - Kashif Bangnagande, calciatore giapponese
- 2001 - Dominik Bieler, pistard e ciclista su strada svizzero
- 2001 - Joris Chotard, calciatore francese
- 2001 - Gabriel Diallo, tennista canadese
- 2001 - Tom Digbeu, cestista francese
- 2001 - Sebastián Figueredo, calciatore uruguaiano
- 2001 - Clare Foley, attrice statunitense
- 2001 - Valgeir Lunddal Friðriksson, calciatore islandese
- 2001 - Ismael García, calciatore uruguaiano
- 2001 - Jordan Jefferson, giocatore di football americano statunitense
- 2001 - Hussein Abdullah, calciatore iracheno
- 2001 - Emil Mustafayev, calciatore azero
- 2001 - Enith Salón, calciatrice spagnola
- 2001 - Paulina Schlosser, sciatrice alpina tedesca
- 2001 - Kornél Szűcs, calciatore ungherese
- 2001 - Tanner Tessmann, calciatore statunitense
- 2001 - Samuel Watson, ciclista su strada e pistard britannico
- 2002 - Jéssica Bouzas Maneiro, tennista spagnola
- 2002 - Noam Emeran, calciatore francese
- 2002 - Berenice Wicki, snowboarder svizzera
- 2003 - John Patrick, calciatore spagnolo
- 2003 - Sara Fiorin, ciclista su strada, pistard e ciclocrossista italiana
- 2003 - Joe Locke, attore mannese
- 2003 - Alli Macuga, sciatrice freestyle statunitense
- 2003 - Matías Moreno, calciatore argentino
- 2004 - Zoe Bäckstedt, ciclista su strada, pistard e ciclocrossista britannica
- 2004 - Josiah Dyer, calciatore montserratiano
- 2004 - Jeyland Mitchell, calciatore costaricano
- 2005 - Martin Georgiev, calciatore bulgaro
- 2005 - Jack Spencer, sciatore alpino svizzero
- 2010 - Melody Nosipho Niemann, attrice statunitense